# Jabalíes Rugby Club de Puerto Varas
El Jabalíes Rugby Club Puerto Varas es un club de rugby de Chile con sede en la ciudad de Puerto Varas. Fundado en 2001, su clásico rival corresponde a Los Lobos Rugby Club de Puerto Montt.

## Historia
Fundado en 1997 como Club Union Rugby El Alba, paso a llamarse Club de Rugby Jabalíes de Puerto Varas y obtuvo 
personalidad jurídica el 7 de junio de 2001 (a fojas 82 y número de registro 321). Dentro de sus fundadores se encontraron José Claudio Pernau (Stad Francais de Santiago), John Wims (ex-forward de primera división en Escocia) y Kristjan Araoz (exjugador de la Universidad Católica y del cuarto equipo del Stade Toulousain). 
El año 2005 es uno de los equipos fundadores de la Asociación de Rugby del Sur (ARUS), que abarca a los equipos de rugby competitivo en las regiones de los Ríos, y Los Lagos.

## Palmarés

### Torneos regionales
- Liga  ARUS (6): Apertura 2006, Clausura 2006,[1] Clausura 2011, Apertura 2012, Clausura 2012,[4] Clausura 2013[5]

- Copa Ciudad de las Rosas - Seven a Side (1): 2015[6]